# Tossal dels Jugadors
El Tossal dels Jugadors és una muntanya de 1.943 metres que es troba al municipi de Cava, a la comarca de l'Alt Urgell.